# Santa Eulalia de Gállego
Santa Eulalia de Gállego (en aragonés Santolaria de Galligo) es una población española de la provincia de Zaragoza en la comunidad de Aragón, situada junto a la ribera del río Gállego. Posee unas calles elevadas, y unas bonitas vistas a este río. Posee como núcleo asociado a Sierra Estronad.  Forma parte de la comarca natural de la Galliguera.

## Geografía

### Localidades limítrofes
- Al este: Ayerbe
- Al norte y este: Murillo de Gállego
- Al oeste: Agüero y Luna
- Al Sur: Murillo de Gállego y Ardisa

## Historia
El origen se remonta a la Edad Media donde se documentan asentamientos de monjes procedentes de las Cinco Villas. Anteriormente se había utilizado como zona de caza. Hay sospechas de asentamientos anteriores junto al río gállego en la "coroneta de Buenaluque" con algún tipo de construcción defensiva o de vigilancia del río.
El "Pontaz", restos de un pilar en el centro del río muestra la estructura de un puente inconcluso ouna base para un paso de madera. Las formas del "Molinaz" antigua fábrica de Harina muestran algún tipo de posición defensiva para cobro de peajes.
Como núcleo habitado se documenta su pertenencia a la Villa de Murillo de Gállego hasta su segregación en el siglo XIX. Alcanzó su máxima población a principios del siglo XX. De esas fechas datan sus escuelas que llegaron a albergar cursos de 80 niños y 80 niñas.
El éxodo rural hacia grandes ciudades no ha parado hasta finales del siglo XX donde comienza un tímido retorno estival de jubilados y jóvenes con proyectos de desarrollo local.

## Demografía
Santa Eulalia de Gállego cuenta con una población de 101 habitantes (INE 2024).
| Gráfica de evolución demográfica de Santa Eulalia de Gállego entre 1842 y 2021                                      |
| |
| Población de derecho según los censos de población del INE Población de hecho según los censos de población del INE |

## Economía
La economía local ha evolucionado desde la tradicional agricultura y ganadería hasta los servicios turísticos de calidad. Se mantiene una actividad agrícola muy tecnificada y mecanizada. La denominación de vinos de la tierra "Ribera del Gállego - Cinco Villas" ha impulsado la creación de una bodega y la celebración de la feria del vino en el municipio.
Dos viviendas de Turismo Rural y un Hotel de Alta gama conforman una oferta turística de interior que da servicio a las empresas de aguas bravas que realizan actividades en el río Gállego y que utilizan las playas de Santa Eulalia en el Gállego como lugar de embarque y desembarque de grupos de actividad.

## Administración y política
| Período   | Alcalde                       | Partido   |  |
| --------- | ----------------------------- | --------- |  |
| 1979-1983 | Miguel Posa Montori           | UCD       |  |
| 1983-1987 | José Obis Longarón            | PSOE      |  |
| 1987-1991 | Gonzalo Arbués Pérez          | PAR       |  |
| 1991-1995 | José Ramón Arbués Arbués      | PAR       |  |
| 1995-1999 | Ángel Alastuey Morláns        | PP        |  |
| 1999-2003 | Antonio Morláns Recaj         | PAR       |  |
| 2003-2007 | Antonio Morláns Recaj         | PAR       |  |
| 2007-2011 | Antonio Morláns Recaj         | PAR       |  |
| 2011-2015 | José Antonio Casaucau Morláns | PAR       |  |
| 2015-2019 | José Antonio Casaucau Morláns | PAR       |  |
| 2019-2023 | José Antonio Casaucau Morláns | PAR       |  |
| 2023-2027 | José Antonio Casaucau Morláns | Tú Aragón |  |

| Partido político    | Partido político                                    | 1987   | 1991   | 1995   | 1999   | 2003   | 2007   | 2011   | 2015   | 2019   | 2023   |
| Partido político    | Partido político                                    | Ediles | Ediles | Ediles | Ediles | Ediles | Ediles | Ediles | Ediles | Ediles | Ediles |
|                     | Partido de los Socialistas de Aragón (PSOE-Aragón)  | 1      | 0      | 0      | 0      | 0      | 0      | 0      | 0      | 1      | 0      |
|                     | Alianza Popular (AP)-Partido Popular de Aragón (PP) | —      | 1      | 4      | 1      | 1      | 0      | 0      | 0      | 0      | 1      |
|                     | Partido Aragonés (PAR)                              | 4      | 4      | 1      | 4      | 4      | 3      | 3      | 3      | 2      | —      |
|                     | Chunta Aragonesista (CHA)                           | —      | —      | —      | —      | 0      | 2      | 2      | 2      | —      | 1      |
|                     | Tú Aragón                                           | —      | —      | —      | —      | —      | —      | —      | —      | —      | 3      |
|                     | Izquierda Unida (IU)                                | —      | —      | —      | —      | —      | 0      | 0      | —      | —      | —      |
|                     | Escaños en Blanco (EB)                              | —      | —      | —      | —      | —      | —      | —      | —      | —      | 0      |
| Total de concejales | Total de concejales                                 | 5      | 5      | 5      | 5      | 5      | 5      | 5      | 5      | 3      | 5      |

## Monumentos

### Monumentos religiosos
- Ermita de San Juan de Barto
- Ermita de San Pedro Mártir
- Ermita de Santa Quiteria (Santa Eulalia de Gállego)
- Iglesia dedicada a Santa Eulalia /Santa Olaria

### Monumentos civiles
- Frontón de la Plaza Mayor
- Lavadero del Barranco
- Fuente d'o lugar
- Fuente Andrea
- Puente de Hierro en el Río Gállego
- Casa Arbués (arquitectura civil)
- Pozo i Chelo

## Cultura
- Entre la población (sobre todo en las personas de mayor edad) se mantiene el uso de la lengua aragonesa.

- El 30 de abril de 2019 se inaugura en la localidad el Corral de García, centro de creación artística y de residencia, promovido por la compañía de teatro Viridiana.

## Fiestas
- 17 de enero San Antón
- 21 de enero San Babil
- 24 de enero San Pablo
- 3 de mayo Cruces
- 15 y 16 de agosto Asunción y San Roque
- 10 de diciembre Santa Eulalia
- 13 de diciembre Santa Lucía